# Skałka (Góry Stołowe)
Skałka (czes. Skalky, niem. Melzersteine) – szczyt graniczny o wysokości ok. 677 m n.p.m., w południowo-zachodniej Polsce, w Sudetach Środkowych, w Górach Stołowych, w paśmie Zaworów.

## Położenie
Wzniesienie położone jest w północno-zachodniej części Zaworów, na granicy polsko-czeskiej, około 2,5 km na północny wschód od centrum miejscowości Uniemyśl.

## Fizjografia
Wzniesienie o niewyraźnym, słabo wyniesionym wierzchołku ponad płaską, wąsko rozciągniętą południkowo wierzchowinę szczytową. Wznosi się na granicy polsko-czeskiej, w niewielkiej odległości na północ od wzniesienia Martwiec, jako wyższa, słabo uwypuklona kulminacja w granicznym grzbiecie, ciągnącym się w kierunku południowym równolegle do granicy. Najwyższy punkt wzniesienia położony jest na terytorium Czech. Wzniesienie ma postać wydłużonego płaskiego stoliwa, o opadającym stromo zachodnim zboczu i prawie niewidocznym spadku południowego zbocza, które niezauważalnie przechodzi w zbocza sąsiedniego wzniesienia Martwiec. Północne zbocze wąskim pasem granicznego grzbietu prawie poziomo ciągnie się w stronę Przełęczy Chełmskiej, przy której na krótkim odcinku stromo opada w dół. Zbocze wschodnie łagodnie schodzi w kierunku czeskiej miejscowości Adrspach. Na zachodnim zboczu występuje skupisko pojedynczych skał tworzących kilkumetrowej wysokości pionową krawędź. Wzniesienie zbudowane jest z górnokredowych piaskowców ciosowych.
Płaski szczyt stoliwa oraz zbocza porośnięte są lasem świerkowym, podnóże wzniesienia równolegle do grzbietu po polskiej czeskiej stronie zajmują łąki i pola uprawne.

## Turystyka
Szczytem prowadzi szlak turystyczny
- zielony – szlak graniczny prowadzący od Tłumaczowa na Przełęcz Okraj w Karkonoszach.